# Michaël Cop
Michaël Cop (Burcht, 19 april 1755 – 10 juli 1799) was een Belgisch priester en pastoor te Zwijndrecht. Tijdens de Franse tijd in België weigerde hij de eed van haat af te leggen. Tijdens de nasleep van zijn deportatie naar Frans-Guyana overleed hij aan boord van een schip, in de buurt van de Kleine Antillen.

## Biografie

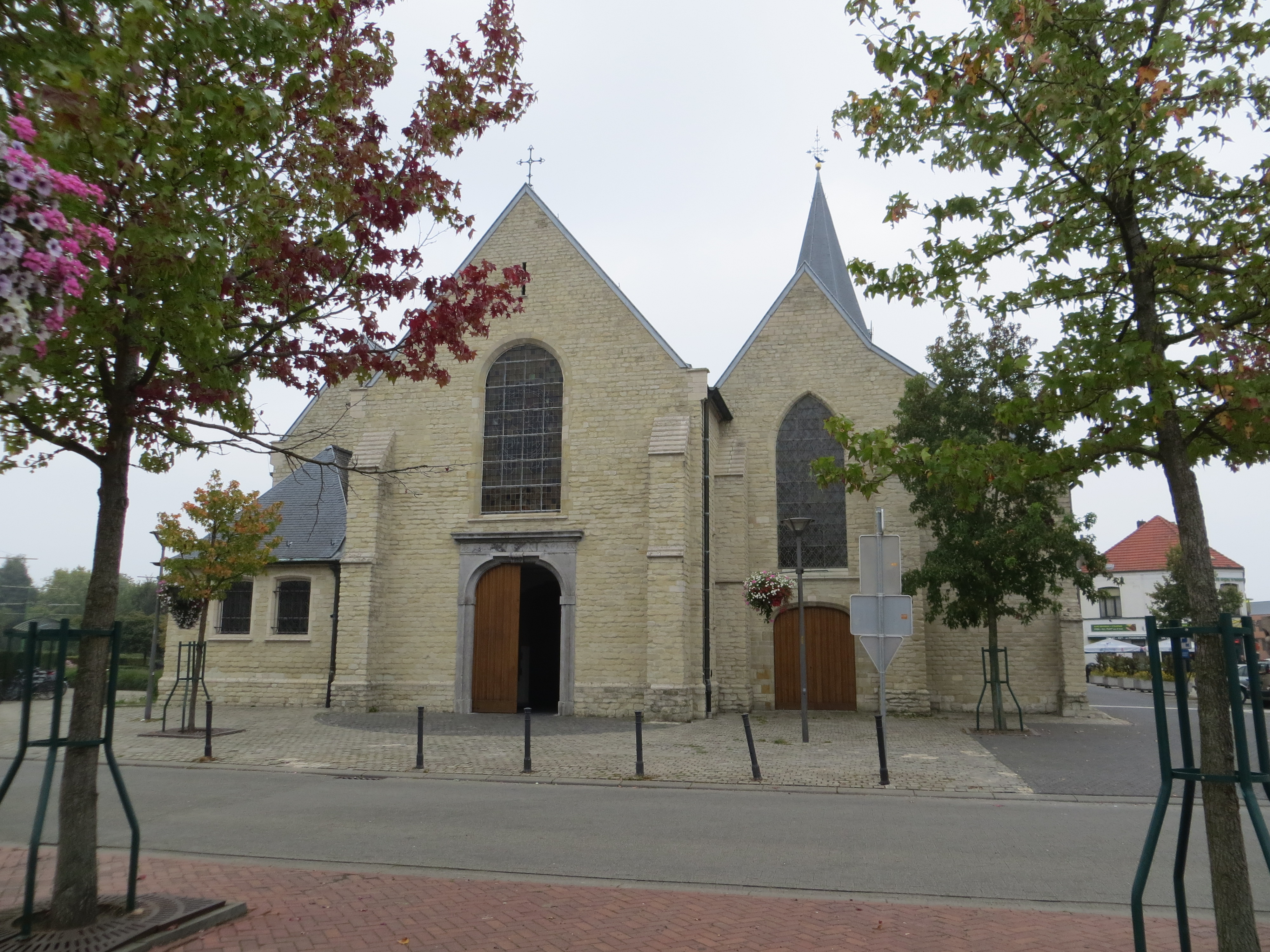
Heilig Kruiskerk (Zwijndrecht)

Zijn vader, een rijke steenbakker, was afkomstig van Niel en zijn moeder van Haasdonk. Michaël Cop volgde de lagere school in zijn geboortedorp en ging dan naar het college van Mol. Na zijn Latijnse studies ging hij naar de Universiteit van Leuven. Daar schreef hij zich op 12 januari 1778 in aan de Artesfaculteit.
In 1783 ontving hij de priesterwijding om in 1785 coadjutor in Destelbergen te worden. Omstreeks 1787 werd hij onderpastoor in Zwijndrecht en pastoor in 1796, na de opruststelling van pastoor J. Varendoncq. De fructidoriaanse staatsgreep door het tweede Directoire in 1797 werd de eed van haat verplicht die Cop weigerde af te leggen. Op 27 september 1797 sloten de revolutionairen de Heilige Kruiskerk van Zwijndrecht en werd het kruis van de toren genomen; kerkelijke plechtigheden werden verboden. In januari 1798 volgde de verzegeling van de deuren van de kerk  en kwam er een in de Franse kleuren geschilderde haan op de kerktoren. De pastorie werd verhuurd aan de veldwachter en de inboedel openbaar verkocht. Cop zag geen andere oplossing dan onder te duiken. Men zocht hem intensief en hij stond bovenaan de lijst van ‘gevaarlijke’ priesters omdat men vond dat zijn fanatieke preken het volk tegen de overheid opjutten.
De overheid verspreidde volgend signalement:

Michael Cop, natif de Burcht, curé de Swijndrecht, agé de 42 ans, taille de 5 pieds 5 pouces et demie, front haut et large, yeux bleus, nez gros long et pointu par le bout, bouche mediocre, menton rond, visage rond et bien rempli, cheveux grisatre, portant peruque et sourcils chatins.

Amper een maand later, op 13 februari 1798 om zes uur 's morgens, werd Michaël Cop opgepakt. De commandant van de gendarmerie, de municipale agent en de kantoncommissaris vielen binnen in het huis van de weduwe van chirurgijn Menges aan de Richard Orlentstraat te Zwijndrecht. Men doorzocht het huis maar vond geen van zijn persoonlijke bezittingen. Het rapport van zijn arrestatie vermeldde:

“Le commandement de la gendarmerie, ainsi que l’agent et le commissaire du pouvoir exécutif, ayant, fait entourer la maison du dit curé, ont trouvé ce dernier qui cherchait à se cacher dans les lieus d’aisance. Nous l’avons aussitôt arrêté au nom de la loi etremis dans les mains de la gendarmerie qui, après lui avoir laissé prendre quelques effets l’a conduit à St. Nicola pour le mener ensuite à Gand

## In gevangenschap

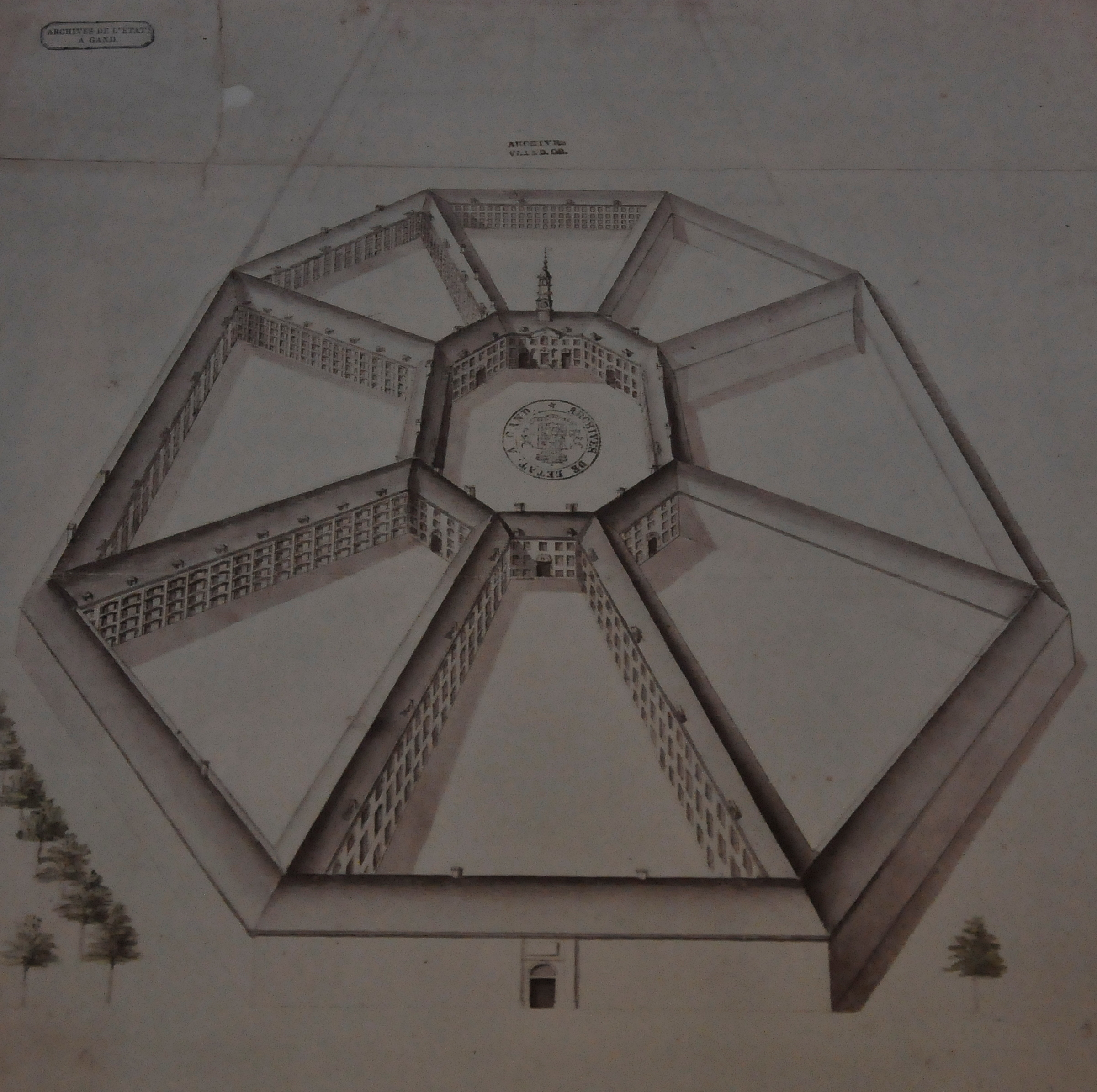
Plan van het Rasphuis (ca. 1772), tentoongesteld in het Stadsmuseum Gent

Cop werd enkele dagen in de gevangenis van Sint-Niklaas opgesloten en daarna, naar het rasphuis in Gent overgebracht, waar hij tot 5 april zou verblijven. Vanuit Sint-Niklaas schreef hij enkele brieven naar zijn ouders. Daarin vroeg hij onder meer om ‘zijn broeder’ op te sturen met 300 guldens. F.X. Schatten, pastoor van Burcht, zou hem verkleed als visser in het rasphuis hebben bezocht. Hij zou Cop goudstukken hebben bezorgd, die in zijn kleren werden genaaid.  Op 19 februari liet hij zijn ouders weten dat de datum van deportatie nog niet gekend was. Hij bleef er ogenschijnlijk kalm onder, maar probeerde alle middelen om aan de deportatie te ontsnappen. Op 31 maart 1798 vroeg hij via een brief vanuit het rasphuis aan de centrale administratie van het Scheldedepartement om een medische controle. De twee gezondheidsinspecteurs, Coppens en Demanet, waren bij hem geweest, maar hun bezoek veranderde niets aan zijn lot.
Hij vroeg om een tweede onderzoek aan, want hij zag zijn situatie als ‘critique’. Een deportatie kon hij niet aan. Zijn pogingen leverden niets op. Op 3 april hoorde hij dat het vertrek naar Rochefort op 5 april was gepland. Op 6 april kwamen ze aan in Rijsel, waar ze nog 16 andere ‘Belgische’ priesters aantroffen. Op weg naar Rochefort werden ze van de ene onhygiënische gevangenis naar de andere overgebracht om op 15 mei, om twee uur in de morgen in Rochefort aan te komen. De commissaris van de municipaliteit van Rochefort schreef aan de administratie van het Scheldedepartement dat hij hoopte hen, samen met nog 200 andere gevangenen, binnen de tien dagen in te schepen naar Frans-Guyana. De inscheping zou echter iets langer duren dan tien dagen gezien de schepen die de gevangenen naar Frans-Guyana moesten voeren, werden belaagd door Engelse oorlogsschepen. Op 1 juli schreef Cop aan zijn ouders dat ze nog steeds klaar stonden om te vertrekken. Hij liet ook de afkeer blijken die hij had tegenover beëdigde priesters; en de onmenselijke omstandigheden waarin hij  moest overleven. Het volgende schreef hij aan zijn ouders

“(…) gij moet verblijd wezen dat ik van die ongelukkige afgevallene priesters niet en ben, sijnde verzekerd van den glorie, na onze strijd met de goddelijke gratie volbracht te hebben(…).”

Op 1 augustus vertrok het fregat de Bayonnaise met Cayenne als bestemming met meer dan 100 priesters aan boord. Zes extra dagen lagen ze voor anker tussen de eilanden Île d'Aix en Oléron, om dan eindelijk volle zee te kiezen. De omstandigheden op het schip waren mensonterend en het eten slecht, zo blijkt uit een brief van priester Dumon, een van de medegevangenen van Cop:

“Onze spijs was het rantsoen der matrozen, doch veel slechter, voor zooveel wij maar te eten kregen hetgene zijniet wilden of hetgene afviel van hun rations. Ze bestond in eenig zwijnen- of koeienvleesch, reeds sedert vijf jaren gezouten en bijna geheel verrot. Het brood bestond uit zeebeschuit, doorknaagd van wormen en ten meerderen deel bedorven; hetgene nog goed was moesten wij met kanonballen verbrijzelen; wij hadden overander dag erwten en paardeboonen vol wormen, in water gezoden; zoo dat ik, na eenige dagen aldus gespijsd te zijn geweest, voor zeker oordeelde dat er niemand van ons allen tot zijn bestemming zou overgebleven zijn.”

Op deze overtocht stierven heel wat priesters, waaronder P.B. Reyphins, onderpastoor te Stavele, om op 29 september, na een zeereis van bijna twee maanden, het Guyaanse vasteland te bereiken. Een week later mochten ze het schip verlaten en werden ze overgebracht naar Conomama, een woeste streek op 24 mijl ten noorden van Cayenne. De omstandigheden, waaronder het klimaat, gebrek aan voeding en de insecten veroorzaakten de dood van 36 bannelingen door dysenterie. De overlevenden, waaronder negen Zuid-Nederlandse geestelijken, zond men op 18 november naar Sinnamary. Tegen betaling huurde men daar een woning en was er beter voedsel beschikbaar, maar de levensomstandigheden bleven penibel. De goudstukken die Cop voor zijn vertrek uit Gent van zijn ouders had ontvangen, gebruikte men om samen met zijn ‘Belgische’ medegevangenen, twee lemen hutjes te huren, dicht bij zee. Zijn kamergenoot was priester Keukemans van Antwerpen. In januari 1799 werd Cop zwaar ziek en herstelde hier nooit meer van.

## De fatale ontsnapping
Cop kocht voor 25 gouden louis een kleine boot en mits betaling wou een invalide Franse soldaat fungeren als stuurman. De ontsnappingsdatum werd vastgelegd op de nacht tussen 11 en 12 mei. Toen het moment van de ontsnapping aanbrak waren ze met 13, vier Franse en negen ‘Belgische’ priesters. Door het slechte weer belandden ze in Marony, Nederlands-Guyana, waar ze van 16 tot en met 19 mei verbleven op het fort Oranje. Na een schipbreuk en omzwervingen kwamen ze op 3 juni aan in het fort Sint-Andries aan de Berbice-rivier in Brits-Guiana. Daar stierf Jacobus De Neve, die net zoals Cop al lange tijd ziek was. De anderen geraakten tot in de hoofdplaats Demerary, het huidige Georgetown. De gouverneur liet hen op 28 juni weten dat ze gratis naar Liverpool zouden worden gebracht. Drie dagen later scheepten de vijf overgebleven Zuid-Nederlandse priesters in op het schip ‘The Mercury’, met bestemming Liverpool.
Michaël Cop was echter te zwak en hield de zeereis amper negen dagen vol. Op 10 juli, rond zes uur ’s morgens, overleed hij ter hoogte van de Kleine Antillen. P. Dumon, pastoor van Mannekensvere en J.B. De Bay, priester te Brugge, stelden zijn overlijdensakte op en gaven hem een zeemansgraf. Op 27 augustus 1799 voer ‘The Mercury’ uiteindelijk de haven van Liverpool binnen.

## Zwijndrecht en Michaël Cop

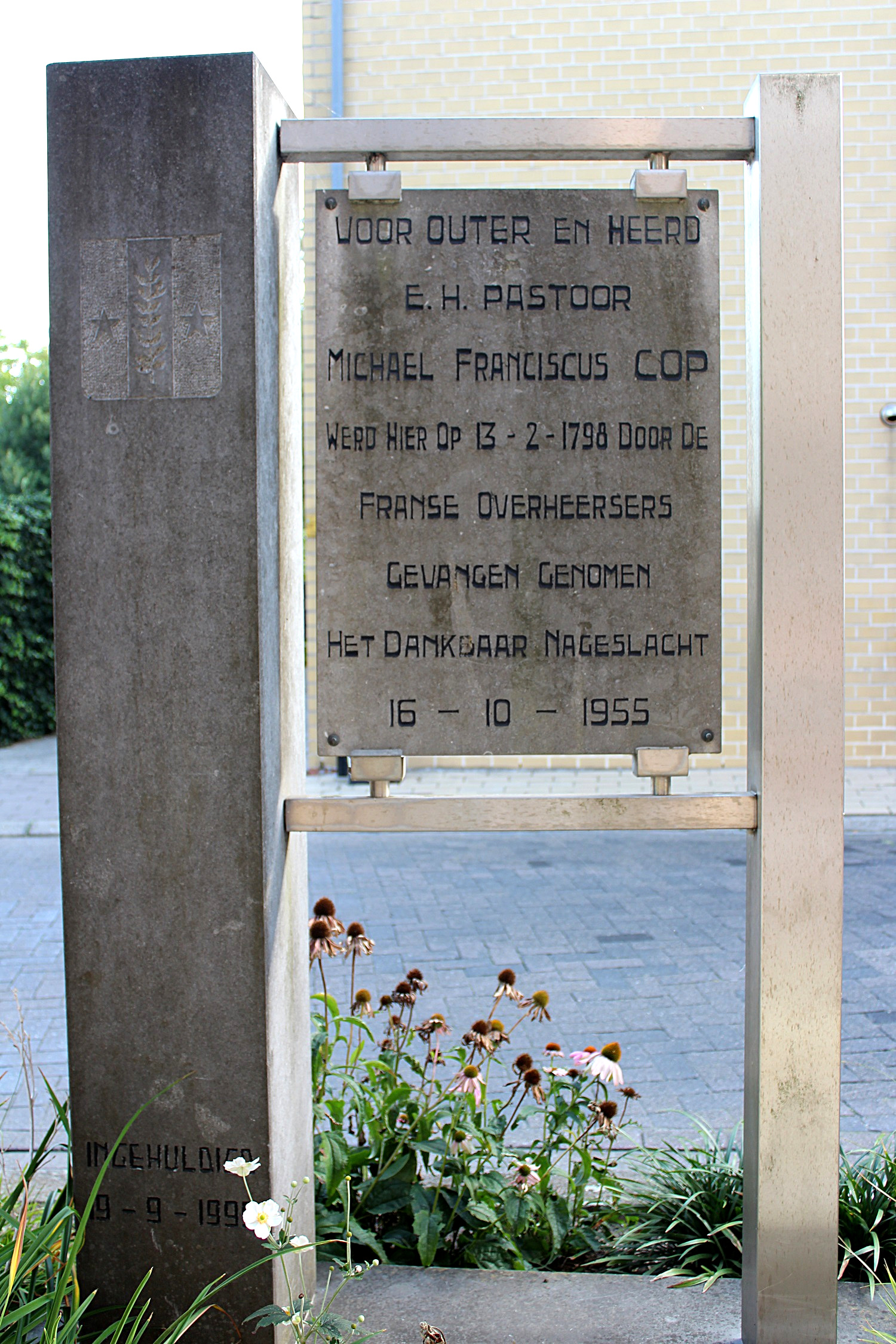
Gedenkplaat voor Michaël Cop in de Richard Orlentstraat

Op drie zondagen in maart en april 1927, voerde het toneelgezelschap Flandria uit Zwijndrecht Pastor Cop, een drama in vier bedrijven op, 128 jaar na zijn overlijden.
Bij de fusie van 1 januari 1977 van de gemeentes Zwijndrecht en Burcht kreeg het Burchtse deel van de Statiestraat de naam Pastoor Coplaan.
Het gemeentebestuur van Zwijndrecht plaatste in de Richard Orlentstraat een gedenkplaat ter ere van Michaël Cop; deze werd officieel ingehuldigd op 19 september 1999.